# Захарешти (Бузау)
Захарешти (рум. Zaharești) насеље је у Румунији у округу Бузау у општини Панатау. Oпштина се налази на надморској висини од 292 m.

## Становништво
Према подацима из 2002. године у насељу је живело 212 становника, од којих су сви румунске националности.